# Ortygia
Ortygia  (grekiska Ortygia ’Vaktelön’) är en ö inom staden Syrakusa på Sicilien och är även dess äldsta stadsdel. Enligt den grekiska mytologin är Ortygia Apollos och Artemis födelseort. Ortnamnet finns i Aitolien, Delos och just i Syrakusa, Sicilien.